# 旧千代川
旧千代川（きゅうせんだいがわ）は、鳥取県鳥取市内を流れる一級河川千代川の支流である。

## 解説
昭和50年代までは千代川の本流であったが、千代川の治水対策と鳥取港の拡充を目的に、昭和53年から58年にかけて行われた河口付替事業により支流化した。
千代川左岸の河口より約1キロメートルの地点にある河口樋門から分流し、日本海に注ぎ込む。河面全域が鳥取港に指定されている。

### 支流[1][4]
- 湖山川

### 書籍
- 『鳥取工事六十年のあゆみ』鳥取工事事務所60年記念誌刊行委員会、1984年10月1日。

### Webサイト
- “河川コード台帳 一級河川千代川水系” (pdf).  国土交通省 (2011年). 2023年1月4日閲覧。
- “千代川水系河川維持管理計画” (pdf).   国土交通省 (2022年). 2023年1月4日閲覧。

- “港湾区域の設定”.   鳥取県 (2002年11月26日). 2023年1月4日閲覧。
- “千代川水系湖山川（上流ブロック）河川整備計画（変更）” (PDF).   鳥取県 (2014年). 2023年1月4日閲覧。